# W. G. Sebald
Winfried Georg Maximilian Sebald (Wertach, Baviera, 18 de mayo de 1944-Norfolk, Reino Unido, 14 de diciembre de 2001), conocido como W.G. Sebald o, como él prefería ser llamado, Max Sebald, fue un escritor alemán. Su literatura se caracteriza por el carácter híbrido de sus obras, en las que medita sobre la historia, la tragedia humana, la memoria, la escritura y la vida interior, a través de hilos narrativos fuertemente impregnados de autobiografismo y acompañados de fotografías adjuntas al texto.
Enseñó literatura europea y escritura creativa en la Universidad de Anglia del Este y desde sus últimos años de vida hasta la fecha ha sido reconocido como uno de los más importantes e influyentes escritores contemporáneos.

## Biografía
Sebald nació en Wertach, un pequeño pueblo de Baviera cerca de la frontera con Austria y Suiza. Fue uno de cuatro hijos que sus padres Rosa y Georg tuvieron. Su padre se unió a las fuerzas de defensa alemanas en 1929 y pasó un tiempo en un campo de prisioneros de guerra en Francia, donde estuvo hasta 1947
Comenzó a estudiar en la Universidad de Friburgo en Alemania y posteriormente se transfirió a la Universidad de Friburgo en Suiza (sin relación con la universidad del mismo nombre en Alemania). Al terminar sus estudios, se mudó a Inglaterra, en donde hizo una maestría e impartió clases en la Universidad de Mánchester. Más adelante comenzó un doctorado en la Universidad de Anglia del Este que terminó en 1973. El resto de su carrera transcurrió en esta misma universidad, donde ejerció la docencia universitaria: impartió clases de literatura alemana, idioma alemán y escritura creativa. Fue nombrado también presidente del departamento de Literatura Alemana (1987) y director fundador del Centro Británico de Traducción literaria
Sebald se casó en 1967 con Ute Rosenbauer y tuvieron una hija, Anna, en 1972. Su muerte se produjo en 2001 cuando sufrió un ataque cardiaco mientras manejaba y chocó contra un camión tras perder control del automóvil. Su hija Anna, quien viajaba con él, sobrevivió al accidente.

## Obra literaria
Autor de una obra excepcional, Sebald fue reconocido como escritor de primera en poco más de un decenio, de manera que pasó de ser valorado en círculos minoritarios a ser considerado como uno de los más sobresalientes autores alemanes de finales del siglo XX. La obra de Sebald es muy diversa en cuanto a técnicas narrativas se refiere, de manera que podemos observar como utiliza de forma ecléctica en sus novelas elementos prestados de las crónicas de viajes, la narrativa, las memorias, el reportaje o el ensayo con el objetivo de presentar sus reflexiones acerca de la condición humana, la evolución de la cultura y la permanencia y el acoso de la barbarie. Él mismo llegó a definir su estilo como "ficción documental", pues sus libros mezclan realidad con ficción sin estar siempre claro cuáles son los límites entre ambas.
Sebald comenzó a escribir seriamente fuera de su trabajo académico hasta que llegó a sus 40 años. Su primera obra, Del natural, se publicó en 1988 cuando contaba con la edad de 43 años. Posteriormente publicó Shwindel Gefuhle(Vertigo) en 1990, pero fue con su novela Los emigrados (1992) cuando comenzó a ser reconocido: Susan Sontagmencionó que era "una obra maestra asombrosa". En 1995 publicó Die Ringe Der Saturn: Eine Englische Walfahrt(Los anillos de Saturno) y Austerlitz en 2001, novela que lo dio a conocer en el mundo de habla inglesa.
Sus trabajos tratan particularmente sobre el Holocausto y el efecto de la Segunda Guerra Mundial sobre la sociedad alemana. Por ejemplo, Austerlitz trata sobre un niño judío refugiado que fue enviado a Gales durante la Segunda Guerra Mundial, y que va en busca de su pasado. Trata estos temas también indirectamente en Los emigrados, donde escribe cuatro memorias de personajes judíos o parcialmente judíos tras haber sufrido violencia racial
A pesar de no sentirse a gusto nunca en Alemania, dada la historia reciente, no pidió otro pasaporte ni perdió la vinculación con su tierra natal ya que toda su obra fue concebida en su lengua materna y traducida, bajo su supervisión, posteriormente al inglés.
Muchos expertos consideraron que Sebald no tardaría en recibir el premio Nobel de literatura; sin embargo, su muerte lo impidió, pues éste sólo puede otorgarse a autores vivos.

### Influencias
Sebald llegó a mencionar que con sus obras intentaba rendir homenaje a los artistas con los que sentía afinidad, como Franz Kafka, Friedrich Hölderlin y Vladimir Nabokov. Mencionó también a Thomas Bernhard como una de sus más importantes influencias. Sebald hace referencia también a algunas obras de Jorge Luis Borges; por ejemplo, la historia "Tlön, Uqbar, Orbis Tertius" es mencionada en Los anillos de Saturno.

## Obras

### Literatura
- Del natural, poema (Nach der Natur. Ein Elementargedicht, 1988), trad. Miguel Sáenz (Barcelona: Anagrama, 2004)
- Vértigo, novela (Schwindel. Gefühle, 1990), trad. Carmen Gómez García (Barcelona: Anagrama, 2010)
- Los emigrados, relatos (Die Ausgewanderten. Vier lange Erzählungen, 1992), trad. Teresa Ruiz Rosas (Barcelona: Anagrama, 2006)
- Los anillos de Saturno, novela (Die Ringe des Saturn. Eine englische Wallfahrt, 1995), trad. Carmen Gómez García (Barcelona: Anagrama, 2008)
- Austerlitz, novela (Austerlitz, 2001), trad. Miguel Sáenz (Barcelona: Anagrama, 2002)
- Campo Santo, relatos y ensayos (Campo Santo, Prosa, Essays, 2003), trad. Miguel Sáenz (Barcelona: Anagrama, 2010)
- Unerzählt, 33 Texte (2003)
- Über das Land und das Wasser. Ausgewählte Gedichte 1964-2001, poesía (2008)

### Ensayos
- Carl Sternheim: Kritiker und Opfer der Wilhelminischen Ära (1969)
- Der Mythus der Zerstörung im Werk Döblins (1980)
- Die Beschreibung des Unglücks. Zur österreichischen Literatur von Stifter bis Handke (1985)
- (ed.) A radical stage: theatre in Germany in the 1970s and 1980s (1988)
- Pútrida Patria: Ensayos sobre literatura (Unheimliche Heimat. Essays zur österreichischen Literatur, 1991), trad. Miguel Sáenz (Barcelona: Anagrama, 2005)
- El paseante solitario: en recuerdo de Robert Walser (capítulo de Logis in einem Landhaus (Autorenportraits über Gottfried Keller, Johann Peter Hebel, Robert Walser u.a.), 1998), trad. Miguel Sáenz (Madrid: Siruela, 2007)
- Sobre la historia natural de la destrucción (Luftkrieg und Literatur: Mit einem Essay zu Alfred Andersch, 1999), trad. Miguel Sáenz (Barcelona: Anagrama, 2010)